# Hede, Härjedalens kommun
Hede är en tätort i Hede distrikt i Härjedalens kommun och kyrkbyn i Hede socken i landskapet Härjedalen. Riksväg 84 passerar genom Hede.

## Historia
Fram till 1974 var Hede centralort i Hede kommun.

### Befolkningsutveckling
| Befolkningsutvecklingen i Hede 1960–2020               | Befolkningsutvecklingen i Hede 1960–2020 | Befolkningsutvecklingen i Hede 1960–2020 | Befolkningsutvecklingen i Hede 1960–2020 | Befolkningsutvecklingen i Hede 1960–2020 |
| ------------------------------------------------------ | ---------------------------------------- | ---------------------------------------- | ---------------------------------------- | ---------------------------------------- |
|                                                        |                                          |                                          |                                          |                                          |
| År                                                     |                                          |                                          | Folkmängd                                | Areal (ha)                               |
| 1960                                                   | 1960                                     |                                          | 390                                      |                                          |
| 1965                                                   | 1965                                     |                                          | 441                                      |                                          |
| 1970                                                   | 1970                                     |                                          | 724                                      |                                          |
| 1975                                                   | 1975                                     |                                          | 1 072                                    |                                          |
| 1980                                                   | 1980                                     |                                          | 1 419                                    |                                          |
| 1990                                                   | 1990                                     |                                          | 1 255                                    | 241                                      |
| 1995                                                   | 1995                                     |                                          | 900                                      | 160                                      |
| 2000                                                   | 2000                                     |                                          | 821                                      | 160                                      |
| 2005                                                   | 2005                                     |                                          | 763                                      | 160                                      |
| 2010                                                   | 2010                                     |                                          | 741                                      | 163                                      |
| 2015                                                   | 2015                                     |                                          | 837                                      | 267                                      |
| 2020                                                   | 2020                                     |                                          | 762                                      | 243                                      |
| Anm.: Sammanvuxen med Norra Hede (Norr-Hede) 1980-1995 |                                          |                                          |                                          |                                          |

## Samhället
Hede kyrka ligger här.
Hede erbjuder en vy över Sonfjället (1 278 meter över havet). Älven Ljusnan rinner genom byn, med bifloderna Lunån och Kvarnån.
Hede är indelat i tre huvuddelar: Åsen, Norr-Hede (uttal: Nårsia) och själva byn (där inräknat Västibyn).

## Näringsliv
I Hede har det funnits flera industrier genom tiderna. Vid Halfari kraftverk utvinns energi genom vattenkraft. Skogen runt Hede har haft stor betydelse för Sveriges skogindustri. Åkerierna i byn fraktar den avverkade skogen till sågverk och pappersverk. Hemek (numera Tigercat) tillverkar skogsmaskiner som skördare och skotare. Nord Steelex tillverkar produkter i rostfritt material. PIAB tillverkar vakuumpumpar. Träform (numera Samhall) tillverkar dörrar. Härjedalens Trä har varit ett sågverk. Sonfjällsstugan (numera Hedehus) tillverkar timmerhus. Bengt Slöjdare tillverkade armaturer i trä och specialsnickerier, i företagets lokaler huserar nu Sustainable Cards med tillverkning av nyckel- och visitkort av trä med export över hela världen.

## Kultur
Ewert Ljusberg, känd svensk trubadur och sedermera president i Republiken Jamtland, är född och uppväxt här liksom brodern Arne Ljusberg.
Även trubaduren Tor Bergner (av diktaren Nils Ferlin given namnet Broder Tor) härstammar från Hede. Trubaduren Peder Persson och riksspeleman Alf Jönsson är två populära musiker från Hede. Många välkända dansband kommer från Hede: Hedez, Pippis, Estrad, Jönzonligan, Blinkers, Respons med flera.
På Hede Folkets Park har de flesta av Sveriges största artister spelat genom tiderna. På midsommarafton 1983 hade Carola Häggkvist sin turnépremiär här, efter det att hon vunnit den svenska melodifestivalen med Främling. Över 8 000 besökare är fortfarande ett oslagbart publikrekord. Bert Karlsson skriver i sin självbiografi Mitt liv som Bert följande: "Carola slog publikrekord överallt. Premiären var uppe i Hede i Härjedalen där det fanns en vaken arrangör som ringde varje vår och frågade mig vad jag hade på gång som jag trodde skulle slå. Han bokade in Carola långt före alla andra." Även några av världens största rockartister har besökt folkparken såsom Chuck Berry, Little Richard, Smokie, Dave Edmunds, Alan Lancaster och Return.

## Idrott
Hede har en hoppbacke med en K-punkt på 90 meter, byggd av Alf Hedström. Hede Skidklubb har anordnat SM-tävlingar i skidskytte. Hede Curlingklubb har spelat i Elitserien. Hede IK har verksamhet i fotboll (Division 4 herrar) och friidrott, förut i hockey. Golfbanan ligger vid Ljusnans strand och har Sonfjället i bakgrunden. Hede har en skidbacke med lift. Det finns en motorklubb som varje år anordnar folkracetävlingar. Pistolklubben ordnar träning i pistolskytte. I Hede finns en aktiv bridgeklubb. Simbassäng finns både inomhus (vid Sonfjällsskolan)och utomhus (vid Hede Camping). Vid Hede Camping finns även möjlighet att åka vattenrutschkana och att spela tennis. Det är 30 km till de stora skidbackarna vid Vemdalen.